# WrestleMania III
WrestleMania III a fost cea de-a treia ediție anuală a pay-per-view-ului WrestleMania, organizat de World Wrestling Federation începând cu anul 1985. Evenimentul a avut loc pe data de 29 martie 1987 și a fost găzduit de arena Pontiac Silverdome din Pontiac, Michigan.
Spectacolul organizat în Michigan a fost urmărit de un număr de 93,173 de spectatori. Audiența record de peste 90,000 de spectatori reprezintă cel mai mare număr de persoane care a participat vreodată la un eveniment sportiv (dintr-o incintă acoperită) desfășurat în America de Nord până în zilele noastre. Unii observatori consideră că WrestleMania III constituie apogeul erei de aur a wrestlingului din anii '80.
Melodia oficială a evenimentului s-a numit "Who's Zooming Who?" și a fost interpretată de Aretha Franklin.
Sloganul WrestleMania III a fost "Bigger, Better, Badder".

## Rezultate
- The Can-Am Connection (Rick Martel și Tom Zenk) i-au învins pe Bob Orton și The Magnificent Muraco (însoțiți de Mr. Fuji) (5:37)
  - Meciul a fost câștigat prin pinfall, după ce Martel i-a aplicat lui Muraco un crossbody.
- Billy Jack Haynes l-a întâlnit pe Hercules (însoțit de Bobby Heenan). Meciul s-a încheiat cu un double countout (7:44)
- Hillbilly Jim, The Haiti Kid și Little Beaver i-au învins pe King Kong Bundy, Little Tokyo și Lord Littlebrook într-un Mixed Tag Team match (3:23)
  - Echipa lui Bundy a fost descalificată, după ce acesta l-a atacat pe Little Beaver. Arbitrul a decis că nu este corect ca Bundy să atace un oponent atât de mic în comparație cu el.
- Harley Race (însoțit de Bobby Heenan și The Fabulous Moolah) l-a învins pe The Junkyard Dog într-un meci de tipul "Loser Must Bow" (4:22)
  - Race a obținut victoria prin pinfall, după ce i-a aplicat lui JYD un belly-to-belly suplex.
- The Dream Team - Greg Valentine și Brutus Beefcake (însoțiți de Johnny Valiant și Dino Bravo) i-au învins pe The Fabulous Rougeaus (Jacques și Raymond) (4:03)
  - Valentine a reușit să obțină pin-ul cu ajutorul intervenției lui Dino Bravo.
- Roddy Piper l-a învins pe Adrian Adonis (însoțit de Jimmy Hart) într-un meci de tipul Hair vs. Hair. (6:54)
  - Piper l-a înfrânt pe Adonis printr-un sleeper hold după ce Adonis renunțase la aceeași manevră prea devreme. Acesta era considerat meciul de retragere al lui Piper.
  - După meci, Beefcake i-a ras capul lui Adonis. Fapta a făcut ca Beefcake să se aleagă cu porecla "The Barber".
- The Hart Foundation (Bret Hart & Jim Neidhart) și  Danny Davis (însoțiți de Jimmy Hart) i-au învins pe The British Bulldogs (Davey Boy Smith & The Dynamite Kid) și Tito Santana (8:52)
  - Davis a reușit să-l numere pe Smith după ce l-a lovit cu megafonul lui Hart.
- Butch Reed (însoțit de Slick) l-a învins pe Koko B. Ware (3:39)
  - Reed a obținut pin-ul printr-un roll-up.
  - După meci, Tito Santana l-a atacat pe Slick, rupându-i hainele.
- Ricky Steamboat (însoțit de George Steele) l-a învins pe Randy Savage (însoțit de Miss Elizabeth) devenind noul campion intercontinental (14:35)
  - Steamboat l-a învins prin pinfall, folosind un roll-up.
- The Honky Tonk Man (însoțit de Jimmy Hart) l-a învins pe Jake Roberts (însoțit de Alice Cooper) (7:04)
  - Honky Tonk Man a reușit să-l numere pe Roberts, sprijinindu-se de corzile ringului.
  - După meci, Roberts și Cooper l-au atacat pe Jimmy Hart cu pitonul Damien.
- The Iron Sheik și Nikolai Volkoff (însoțiți de Slick) i-au învins pe The Killer Bees (Brian Blair & Jim Brunzell) (5:44)
  - The Killer Bees au fost descalificați după intervenția lui Jim Duggan, care l-a lovit pe Sheik cu o bucată de lemn.
- Hulk Hogan l-a învins pe André the Giant (însoțit de Bobby Heenan), păstrându-și titlul de campion WWF (12:01)
  - Hogan l-a învins prin pinfall, după aplicarea unui scoop slam și a unui leg drop.

## Alți participanți
| Comentatori - Jesse Ventura - Gorilla Monsoon - Bob Uecker - Mary Hart - Bobby "The Brain" Heenan (meciul Rougeaus/Dream Team) Reporteri - "Mean" Gene Okerlund - Vince McMahon | Ring announcer - Howard Finkel - Bob Uecker - main event Arbitrii - Joey Marella - Dave Hebner - Jack Kruger - Jack Lutz - John Benella |

## De reținut
- Imnul "America the Beautiful" a fost interpretat de Aretha Franklin.
- În pre-show-ul de la WrestleMania 2000, intitulat WrestleMania All Day Long, care a făcut o trecere în revistă a tuturor edițiilor WrestleMania desfășurate până atunci, Vince McMahon a mărturisit că în momentul în care voia să anunțe începerea WrestleMania III a simțit prezența spiritului tatălui său, mort în urmă cu trei ani mai devreme.
- Dintre celebritățile prezente la eveniment îi putem aminti pe Bob Uecker, Mary Hart, Aretha Franklin și Alice Cooper.